# (239307) Kruchynenko
(239307) Kruchynenko est un astéroïde de la ceinture principale.

## Description
(239307) Kruchynenko est un astéroïde de la ceinture principale. Il fut découvert le 24 août 2007 à Androuchivka par l'Observatoire astronomique d'Androuchivka. Il présente une orbite caractérisée par un demi-grand axe de 2,42 UA, une excentricité de 0,25 et une inclinaison de 13,9° par rapport à l'écliptique.

## Compléments